# Richie Porte
Richard „Richie“ Porte (* 30. Januar 1985 in Launceston) ist ein ehemaliger australischer Radrennfahrer.

## Karriere
Richie Porte fuhr von 2008 bis 2009 für das australische Continental Team Praties. Bei der Tour Down Under 2008 startete er mit der Nationalmannschaft und belegte den neunten Platz in der Gesamtwertung. Kurz darauf war er auf einem Teilstück der Tour of Wellington erfolgreich. 2008 siegte er auch im Etappenrennen Tour of Perth. 2009 gewann er unter anderem eine Etappe des Giro Ciclistico d’Italia 2009.
Seinen ersten Vertrag bei einem ProTeam erhielt er 2010 beim dänischen Team Saxo Bank, für das er den Giro d’Italia 2010 bestritt und auf der 11. Etappe das Maglia Rosa eroberte und drei Tage verteidigte. Er gewann das Maglia Bianca des besten Nachwuchsfahrers und belegte in der Gesamtwertung den siebten Platz.
Nach seinem Wechsel zum Team Sky im Jahr 2012 gewann er erstmals auch die Gesamtwertung von ProTour-Etappenrennen: Er siegte bei Paris–Nizza 2013 und 2015 sowie bei der Katalonien-Rundfahrt 2015. Außerdem war er einer der Helfer von Chris Froome bei dessen Tour-de-France-Siegen 2013 und 2015.
Von 2016 bis 2018 startete Porte für das BMC Racing Team. Er nahm als Kapitän dieser Mannschaft an der Tour de France 2016 teil, die er auf dem fünften Gesamtrang beendete. Bei der Tour Down Under 2017 wurde er Gesamtsieger. Auf der 9. Etappe der Tour de France 2017 stürzte er auf der Abfahrt vom Mont du Chat schwer. Als er auf der Innenseite einer leichten Linkskurve in einer Gruppe fahrend von der Fahrbahn abkam, verlor er die Kontrolle über sein Fahrrad, stürzte, rutschte sich seitlich abrollend über die Fahrbahn, räumte dabei noch Daniel Martin ab und prallte gegen eine Felswand. Er kam mit Becken- und Schlüsselbeinbruch ins Krankenhaus.
Nachdem Porte 2018 die Gesamtwertung der Tour de Suisse gewonnen hatte, musste er auch die Tour de France 2018 nach einem Sturz auf der von Kopfsteinpflaster geprägten 9. Etappe aufgeben.
Zur Saison 2020 wechselte Porte zu Trek-Segafredo. 2020 gewann er für diese Mannschaft zum zweiten Mal die Gesamtwertung der Tour Down Under. Im Folgejahr schloss er sich dem Team Ineos Grenadiers an, für das er bereits von 2012 bis 2015 gefahren war (unter anderem Teamnamen).
Porte gewann für Ineos Grenadiers die Gesamtwertung des Critérium du Dauphiné 2021. Seine letzte Grand Tour, den Giro d’Italia 2022, musste er krankheitsbedingt aufgeben. Mit der Tour of Britain 2022 bestritt er sein letztes internationales Radrennen.

## Erfolge
2008
- Gesamtwertung Tour of Perth
- eine Etappe Tour of Wellington

2009
- eine Etappe Giro della Regione Friuli Venezia Giulia
- eine Etappe Giro Ciclistico d’Italia
- Gran Premio Città di Felino

2010
- eine Etappe Tour de Romandie
- Nachwuchswertung Giro d’Italia

2011
- eine Etappe Dänemark-Rundfahrt

2012
- Gesamtwertung und eine Etappe Volta ao Algarve

2013
- Gesamtwertung und zwei Etappen Paris–Nizza
- eine Etappe Critérium International
- eine Etappe Vuelta al País Vasco
- Weltmeisterschaft – Mannschaftszeitfahren

2014
- eine Etappe Tour Down Under

2015
- Australischer Meister – Einzelzeitfahren
- eine Etappe Tour Down Under
- eine Etappe Volta ao Algarve
- Gesamtwertung und zwei Etappen Paris–Nizza
- Gesamtwertung Volta a Catalunya
- Gesamtwertung und eine Etappe Giro del Trentino

2016
- Australische Meisterschaft – Einzelzeitfahren
- eine Etappe Tour Down Under

2017
- Gesamtwertung und zwei Etappen Tour Down Under
- eine Etappe Paris–Nizza
- Gesamtwertung Tour de Romandie
- eine Etappe Critérium du Dauphiné

2018
- eine Etappe Tour Down Under
- Gesamtwertung und Mannschaftszeitfahren Tour de Suisse
- Mannschaftszeitfahren Tour de France

2019
- eine Etappe Tour Down Under

2020
- Gesamtwertung und eine Etappe Tour Down Under

2021
- Gesamtwertung Critérium du Dauphiné

## Grand Tours-Platzierungen
| Grand Tour            | 2010 | 2011 | 2012 | 2013 | 2014 | 2015 | 2016 | 2017 | 2018 | 2019 | 2020 | 2021 | 2022 |
| --------------------- | ---- | ---- | ---- | ---- | ---- | ---- | ---- | ---- | ---- | ---- | ---- | ---- | ---- |
| Giro d’ItaliaGiro     | 7    | 81   | –    | –    | –    | DNF  | –    | –    | –    | –    | –    | –    | DNF  |
| Tour de FranceTour    | –    | 72   | 34   | 19   | 23   | 48   | 5    | DNF  | DNF  | 11   | 3    | 38   | –    |
| Vuelta a EspañaVuelta | –    | –    | 68   | –    | –    | –    | –    | –    | 84   | –    | –    | –    | –    |